# أحمد الجابر الصباح
الشيخ أحمد الجابر المبارك الصباح (1885 - 29 يناير 1950)، كان الحاكم العاشر لمشيخة الكويت من 29 مارس 1921 حتى وفاته في 29 يناير 1950. وكان أطول حكام الكويت حكمًا حيث حكم لمدة 28 عامًا و305 يومًا. وهو الابن الأكبر للشيخ جابر المبارك الصباح حاكم الكويت الأسبق من زوجته الشيخة شيخة عبدالله بن صباح الصباح.

## أحداث في عهده
- أبرمت في عهده معاهدة العقير عام 1922 لترسيم الحدود بين العراق والسعودية والكويت، وقد عقد الاجتماع في ميناء العقير وحضره بيرسي كوكس ممثلًا عن الكويت وعبد العزيز بن عبد الرحمن آل سعود عن السعودية.
- بداية الديمقراطية في الكويت، إذ أنشأ مجلس الشورى والذي يعد أول عمل يقوم به بعد توليه لمقاليد الحكم بشهر أبريل 1921 بعد وفاة عمه الشيخ سالم المبارك الصباح، لكن أعمال المجلس لم تستمر طويلاً بسبب عدم تفرغ أعضائه لشئونه لذلك أنهى أعماله بعد شهرين من إنشائه. وأسس بعام 1938 المجلس التشريعي والذي يسمى المجلس التشريعي الأول والذي حل بنهاية عام 1938 ودعى لانتخاب أعضاء المجلس التشريعي الثاني والذي كانت نهايته دموية.
- اكتشاف النفط في عام 1938، إلا أنه لم يُصدّر بسبب الحرب العالمية الثانية، وصدرت أول شحنة نفط في يوم 30 يونيو 1946 وذلك على متن ناقلة النفط البريطانية بريتش فيوزليبر من ميناء الأحمدي، وقد أقيم في هذه المناسبة احتفال رسمي كبير فتح الأمير فيه الصمام الفضي إيذانًا ببدء شحن أول دفعة من النفط الخام بلغت كميتها 10,567 طن فيما كانت سعة الناقلة 12,000 طن، وبعد انتهاء الحفل قال:

| أحمد الجابر الصباح | إنه ليوم سعيد هذا اليوم الذي نحتفل فيه بتصدير الشحنة الأولى من نفط الكويت ولا شك في أن كل شخص من شعبنا وأصدقائنا سيفرح معنا بهذا الحدث. | أحمد الجابر الصباح |

- في 1 أبريل 1937 أُطلق عليه لقب صاحب السمو حاكم الكويت المعظم، وهو اللقب الذي استمر لحكام الكويت من بعده حتى عهد ابنه الشيخ جابر الأحمد الصباح الذي اكتفى بلقب صاحب السمو أمير الكويت.

## شعره
كان مهتمًا بالشعر وحفظه ونظمه، واشتهر بإجادته للشعر النبطي. وله العديد من القصائد المغناة، لعل أشهرها والتي ما زالت تردد:
يا حمد خلّي نوالي بالصدود
مايلٍ للغير مادري وش بلاه
خارب طبعه وصاير لي عنود
لي بغيته صد ولاقاني قفاه
عشرته يالله عساها ما تعود
يوم كل الناس دريت في خطاه
و هناك قصيدة أخرى تنسب إليه على الرغم من أن بعض المؤلفين شكّكوا في هذا النسب:
يا بوبدر وشلون ليل السهر
يوم إن قلبي شاف غاية هواه
شرقي النفود وفوق جال البحر
واللي تمنّى من حبيبه لقاه
نظرتهن تسعة والعاشر قمر
لله در الليل واللي حواه
ليل جمع لي كل ظبي عفر
و الكل منهن تايه في غواه
الصاحب اللي عقب وصله نكر
مدري وشللي في ضميره نواه

## حياته العائلية
تزوج من:
- حصة إبراهيم الغانم (والدة الشيخ عبدالله والشيخ محمد والشيخة منيرة والشيخة أسماء).
- الشيخة بيبي السالم الصباح (والدة الشيخ جابر والشيخة بدرية).
- منيرة عثمان السعيد العيار[5] (والدة الشيخ صباح والشيخة العنود).
- اليمامة (والدة الشيخ خالد والشيخ نواف).
- دلال المتلقم (والدة الشيخة نشمية).
- مريم مريط الحويلة (والدة الشيخ مشعل والشيخة مشاعل والشيخة أمثال).[6]
- رقية بنت فراج (والدة الشيخ منصور).
- وضحة الدويعي (والدة الشيخة نورية).
- حصة الفارس (والدة الشيخة الجازي والشيخة موزة).
- فاطمة محمد عبد الله [7] (والدة الشيخ فهد).
- شكرية سلطان من العائلة العثمانية.

ولديه من الأبناء:
- الشيخ عبد الله (مواليد 1905 ، رئيس دائرة الأمن العام سابقاً ، توفى: 28 يناير 1957).
- الشيخ محمد (مواليد 1909 ، وزير الدفاع الأسبق ، توفى: 4 أبريل 1975).
- الشيخة منيرة.
- الشيخة أسماء.
- الشيخة نورية.
- الشيخة بدرية. (توفيت: 23 أغسطس 2021)
- الشيخ جابر (مواليد 26 مايو 1926 ، أمير الكويت الأسبق ، توفي: 15 يناير 2006).
- الشيخة نشمية.
- الشيخ صباح (مواليد 16 يونيو 1929، أمير الكويت الأسبق ، توفي: 29 سبتمبر 2020).
- الشيخة الجازي.
- الشيخة العنود.
- الشيخة موزة.
- الشيخ خالد (مواليد 1935 ، وزير شؤون الديوان الأميري الأسبق ، توفي: 4 مايو 2011).
- الشيخ نواف (مواليد 25 يونيو 1937 ، أمير الكويت السابق ، توفي: 16 ديسمبر 2023).
- الشيخ مشعل (مواليد 27 سبتمبر 1940 ، أمير الكويت).
- الشيخ منصور (توفي: 10 يونيو 2021).
- الشيخة سميحة.
- الشيخ فهد (توفى: 2 أغسطس 1990).
- الشيخة فريحة.
- الشيخة مشاعل.
- الشيخة سهيره. (تُوفيت: 1 يوليو 2024)
- الشيخة نعيمه.
- الشيخة أمثال.
- الشيخة نزيلة.

## معرض صور

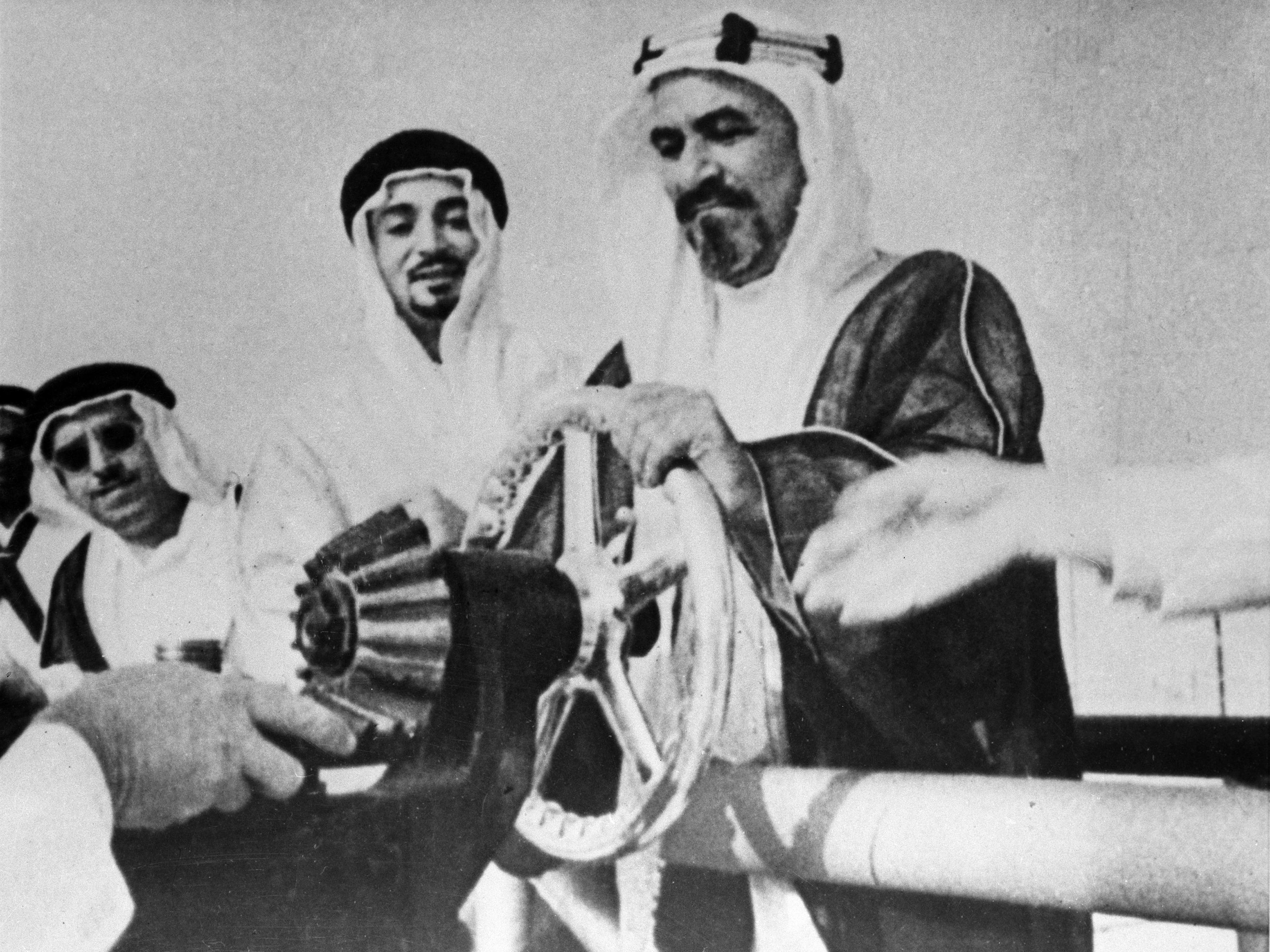
الأمير الشيخ أحمد الجابر الصباح حاكم الكويت العاشر، يدير الدولاب الفضي للإيذان بتصدير أول شحنة نفط خام تجارية كويتية، في 30 حزيران (يونيو) 1946 بميناء الأحمدي.

## اقرأ أيضاً
- قائمة أمراء الكويت